# Episinus moyobamba
Episinus moyobamba är en spindelart som beskrevs av Claude Lévi 1964. Episinus moyobamba ingår i släktet Episinus och familjen klotspindlar.
Artens utbredningsområde är Peru. Inga underarter finns listade i Catalogue of Life.